# Herb kraju południowomorawskiego

Herb kraju południowomorawskiego

Herb kraju południowomorawskiego to jeden z symboli tego kraju.

## Opis herbu
Tarcza herbowa czwórdzielna w krzyż.
- W polu pierwszym, błękitnym, orlica w szachownicę srebrno-czerwoną w złotej koronie.
- Pole drugie tworzą ułożone naprzemiennie po dwa pasy białe i czerwone, w proporcjach 1:2:2:2.
- W polu trzecim, czerwonym, złote winne grono na gałązce z jednym liściem, również koloru złotego.
- W polu czwartym, błękitnym, orlica w szachownicę złoto-czerwoną w złotej koronie.

Identyczny wzór posiada heraldyczna flaga kraju.

## Uzasadnienie symboliki herbu
Szachowana srebrno-czerwona orlica w błękitnym polu to historyczny herb Moraw co najmniej od czasów Przemyślidów. Cesarz Fryderyk III Habsburg w roku 1462 zmienił kolory godła na złoto-czerwone i w takiej postaci możemy je oglądać w polu czwartym. Pasy z pola drugiego to herb Brna, stolicy kraju południowomorawskiego. Winne grono ma symbolizować morawski region winiarski.